# Nati nel 1990/Maggio
| Questa pagina contiene informazioni ricavate automaticamente dalle voci biografiche con l'ausilio del template Bio e di un bot. L'aggiornamento è periodico e automatico e ricostruisce completamente la pagina. Se manca una persona in questa lista, sei pregato di non aggiungerla, ma accertati piuttosto che la sua voce biografica contenga il template Bio e che i dati anagrafici siano correttamente compilati. Se il template Bio manca, inseriscilo tu stesso o, in alternativa, metti l'avviso {{tmp\|Bio}} che ne segnala la mancanza. Se i dati riportati sono sbagliati, correggi direttamente la voce biografica; le modifiche saranno visibili in questa lista entro pochi giorni. Per chiarimenti vedi il progetto biografie. La lista contiene solo le 538 persone che sono citate nell'enciclopedia e per le quali è stato implementato correttamente il template Bio. Pagina aggiornata al 18 ago 2025. |

- 1º maggio - Catello Amarante, canottiere italiano
- 1º maggio - Vítor Bastos, calciatore portoghese
- 1º maggio - Diego Contento, calciatore tedesco
- 1º maggio - Scooter Gennett, giocatore di baseball statunitense
- 1º maggio - Ricardo Glenn, cestista statunitense
- 1º maggio - Fernando Godoy, calciatore argentino
- 1º maggio - Nanuka Gogichaishvili, modella georgiana
- 1º maggio - Sifiso Hlanti, calciatore sudafricano
- 1º maggio - Nicolas Lang, cestista francese
- 1º maggio - Mart Lieder, ex calciatore olandese
- 1º maggio - Jade Mandorino, ballerina svizzera
- 1º maggio - Slađan Nikodijević, ex calciatore francese
- 1º maggio - Esteban Pavez, calciatore e ex giocatore di calcio a 5 cileno
- 1º maggio - Kirill Peskov, cosmonauta russo
- 1º maggio - Piotr Robakowski, ex calciatore polacco
- 1º maggio - Anna Rosenwasser, scrittrice e politica svizzera
- 1º maggio - Valentina Scandolara, ex ciclista su strada, pistard e ciclocrossista italiana
- 1º maggio - Patrick Schelling, ex ciclista su strada svizzero
- 1º maggio - Caitlin Stasey, attrice australiana
- 1º maggio - Paul Worrilow, ex giocatore di football americano statunitense
- 1º maggio - Jackson de Souza, calciatore brasiliano
- 2 maggio - Zubayr Amiri, calciatore afghano
- 2 maggio - Steve Beauharnais, ex giocatore di football americano statunitense
- 2 maggio - Jamie Collins, giocatore di football americano statunitense
- 2 maggio - Albert Costa, pilota automobilistico spagnolo
- 2 maggio - Lenon Fernandes Ribeiro, calciatore brasiliano
- 2 maggio - Francesco Friedrich, bobbista tedesco
- 2 maggio - Mounia Gasmi, atleta paralimpica algerina
- 2 maggio - Paul George, cestista statunitense
- 2 maggio - Floria Gueï, velocista francese
- 2 maggio - Perseus Karlström, marciatore svedese
- 2 maggio - Roy Kayara, calciatore francese
- 2 maggio - Roberto Kovac, cestista svizzero
- 2 maggio - Kléber Laude Pinheiro, ex calciatore brasiliano
- 2 maggio - Joanna Linkiewicz, ostacolista e velocista polacca
- 2 maggio - Ivana Maksimović, tiratrice a segno serba
- 2 maggio - Christopher Meneses, calciatore costaricano
- 2 maggio - Sio Moore, giocatore di football americano statunitense
- 2 maggio - Hideto Nakane, ex ciclista su strada giapponese
- 2 maggio - Kay Panabaker, zoologa statunitense
- 2 maggio - Lauren Van Orden, ex pallavolista e allenatrice di pallavolo statunitense
- 2 maggio - Sander de Wijn, hockeista su prato olandese
- 3 maggio - Alexandra Cadanțu, tennista rumena
- 3 maggio - Carole Costa, calciatrice portoghese
- 3 maggio - Tommaso D'Orazio, calciatore italiano
- 3 maggio - Elodie, cantante e attrice italiana
- 3 maggio - Martin Doležal, calciatore ceco
- 3 maggio - Semën Elistratov, pattinatore di short track russo
- 3 maggio - Rodrigo Erramuspe, calciatore argentino
- 3 maggio - Harvey Guillén, attore e doppiatore statunitense
- 3 maggio - Peter Gál-Andrezly, calciatore slovacco
- 3 maggio - Artëm Jarčuk, hockeista su ghiaccio russo († 2011)
- 3 maggio - Nikolaos Kaltsas, calciatore greco
- 3 maggio - Brooks Koepka, golfista statunitense
- 3 maggio - Adama Kéïta, calciatore maliano
- 3 maggio - Stefania Mammì, politica italiana
- 3 maggio - Christie Murray, calciatrice scozzese
- 3 maggio - Maddy O'Reilly, attrice pornografica statunitense
- 3 maggio - Sattaphong Phiangphor, cantante e attore thailandese
- 3 maggio - Aleksej Pomerko, calciatore russo
- 3 maggio - Fernando Henrique Quintela Cavalcante, calciatore brasiliano
- 3 maggio - Paula Reto, golfista sudafricana
- 3 maggio - Francinilson Santos Meireles, calciatore brasiliano
- 3 maggio - Soronzonbold Battsetseg, lottatrice mongola
- 3 maggio - Evgenij Valiev, cestista russo
- 3 maggio - Burcu Yüksel, ex altista turca
- 4 maggio - Ignacio Camacho, ex calciatore spagnolo
- 4 maggio - Irina Falconi Hartman, ex tennista statunitense
- 4 maggio - Bendik, cantante norvegese
- 4 maggio - David Hasler, ex calciatore liechtensteinese
- 4 maggio - Matija Katanec, calciatore croato
- 4 maggio - Dmytro Korkiško, calciatore ucraino
- 4 maggio - Christoph Kröpfl, calciatore austriaco
- 4 maggio - Raheem Lawal, calciatore nigeriano
- 4 maggio - Asana Mamoru, attrice giapponese
- 4 maggio - Bram Nuytinck, calciatore olandese
- 4 maggio - Augusto Batioja, calciatore ecuadoriano
- 4 maggio - Damiano Quintieri, calciatore italiano
- 4 maggio - Héctor Ramos, calciatore portoricano
- 4 maggio - Patricio Julián Rodríguez, calciatore argentino
- 4 maggio - Dominik Stolz, calciatore tedesco
- 4 maggio - Shunki Takahashi, calciatore giapponese
- 4 maggio - Renato de Araújo Chaves Júnior, ex calciatore brasiliano
- 5 maggio - Elisa Cardani, ex pallavolista italiana
- 5 maggio - Matteo Ciacci, politico sammarinese
- 5 maggio - Rodrigo Depetris, calciatore argentino
- 5 maggio - Jack Doyle, ex giocatore di football americano statunitense
- 5 maggio - João Góis, calciatore portoghese
- 5 maggio - Justin Kuritzkes, sceneggiatore e drammaturgo statunitense
- 5 maggio - Johan Larsson, calciatore svedese
- 5 maggio - Edu Martínez, cestista spagnolo
- 5 maggio - Chidi Omeje, calciatore nigeriano
- 5 maggio - Miloš Petrović, calciatore serbo
- 5 maggio - Nina Rosić, pallavolista serba
- 5 maggio - Bakary Saré, ex calciatore ivoriano
- 5 maggio - Joanna Semmelrogge, attrice tedesca
- 5 maggio - Ana Šimić, altista croata
- 5 maggio - Njurhun Skrjabin, lottatore bielorusso
- 5 maggio - Song Ji-eun, cantante e attrice sudcoreana
- 5 maggio - Marco Volpato, pallavolista italiano
- 5 maggio - Olena Voronina, schermitrice ucraina
- 5 maggio - Kazuma Watanabe, pilota motociclistico giapponese
- 6 maggio - José Altuve, giocatore di baseball venezuelano
- 6 maggio - Jonathan Asp, ex calciatore svedese
- 6 maggio - Simona Cimatti, ex calciatrice italiana
- 6 maggio - Craig Dawson, calciatore inglese
- 6 maggio - Péter Gulácsi, calciatore ungherese
- 6 maggio - Christian Gytkjær, calciatore danese
- 6 maggio - Daniel Gómez, schermidore messicano
- 6 maggio - Aleksandr Karpuchin, ex cestista russo
- 6 maggio - Takayuki Kishimoto, ostacolista giapponese
- 6 maggio - Matti Nuutinen, cestista finlandese
- 6 maggio - Paweł Poljański, ex ciclista su strada polacco
- 6 maggio - Susanna Salvi, ballerina italiana
- 7 maggio - Hussein Al-Ghazi, calciatore yemenita
- 7 maggio - Sid Ali Boudina, canottiere algerino
- 7 maggio - Junior Cadougan, ex cestista e allenatore di pallacanestro canadese
- 7 maggio - Martina Cavallero, hockeista su prato argentina
- 7 maggio - Uee, cantante, ballerina e attrice sudcoreana
- 7 maggio - Michał Kubik, giocatore di calcio a 5 polacco
- 7 maggio - Sydney Leroux, calciatrice canadese
- 7 maggio - Romero Osby, ex cestista statunitense
- 7 maggio - Marco Rangl, bobbista e ex velocista austriaco
- 7 maggio - Sideris Tasiadis, canoista tedesco
- 7 maggio - Top Dolla, wrestler e ex giocatore di football americano statunitense
- 7 maggio - Yoon Bit-garam, calciatore sudcoreano
- 7 maggio - Il'ja Šikšin, goista russo
- 8 maggio - Aleksandr Andrienko, sciatore alpino russo
- 8 maggio - Ingebjørg Bratland, cantante norvegese
- 8 maggio - Dimitry Caloin, ex calciatore malgascio
- 8 maggio - Will Davis, ex giocatore di football americano statunitense
- 8 maggio - Luke Davison, ex pistard e ciclista su strada australiano
- 8 maggio - Ștefan Efros, calciatore moldavo
- 8 maggio - Anastasija Fesikova, ex nuotatrice russa
- 8 maggio - Sean Gilmartin, giocatore di baseball statunitense
- 8 maggio - Eric Hübsch, pilota motociclistico tedesco
- 8 maggio - Lane Johnson, giocatore di football americano statunitense
- 8 maggio - Bawırjan Jolşïyev, ex calciatore kazako
- 8 maggio - John Mosquera, calciatore colombiano
- 8 maggio - Salva Chamorro, ex calciatore spagnolo
- 8 maggio - Liván Pérez, calciatore cubano
- 8 maggio - Kristian Sbaragli, ciclista su strada italiano
- 8 maggio - Sam Schachter, giocatore di beach volley canadese
- 8 maggio - Iyo Sky, wrestler giapponese
- 8 maggio - Sergiu Suciu, calciatore rumeno
- 8 maggio - Dirk Uittenbogaard, canottiere olandese
- 8 maggio - Kemba Walker, ex cestista statunitense
- 9 maggio - Brenton Bersin, giocatore di football americano statunitense
- 9 maggio - Jacopo Borra, cestista italiano
- 9 maggio - Lucia Ceci, calciatrice italiana
- 9 maggio - Matt Donovan, ex hockeista su ghiaccio statunitense
- 9 maggio - Evgenij Donskoj, tennista russo
- 9 maggio - Miloš Filipović, calciatore serbo
- 9 maggio - Fanndís Friðriksdóttir, calciatrice islandese
- 9 maggio - Jennifer Hermoso, calciatrice spagnola
- 9 maggio - Diego Mariño, calciatore spagnolo
- 9 maggio - Maxine Medina, modella filippina
- 9 maggio - Alex Roe, attore britannico
- 9 maggio - Rhayner, calciatore brasiliano
- 9 maggio - Robin Singh, calciatore indiano
- 9 maggio - Corey White, giocatore di football americano statunitense
- 9 maggio - Vinicius Zanon, giocatore di football americano brasiliano
- 10 maggio - Evan Barry, pallavolista statunitense
- 10 maggio - Léonore Baulac, ballerina francese
- 10 maggio - Jasmin Bogdanović, ex calciatore bosniaco
- 10 maggio - Stig Broeckx, ex ciclista su strada belga
- 10 maggio - Uladzimir Chvaščynski, calciatore bielorusso
- 10 maggio - Monika Ciaciuch, canottiera polacca
- 10 maggio - Ruan Combrinck, rugbista a 15 sudafricano
- 10 maggio - Ray Dalton, cantautore statunitense
- 10 maggio - Kabelo Dambe, calciatore botswano
- 10 maggio - Adnan Džafić, calciatore bosniaco
- 10 maggio - Diego Farias, calciatore brasiliano
- 10 maggio - Senio Kelemete, giocatore di football americano statunitense
- 10 maggio - Dino Lombardi, pilota motociclistico italiano
- 10 maggio - Alexis Machuca, ex calciatore argentino
- 10 maggio - Fernando Martínez, calciatore spagnolo
- 10 maggio - Sharika Nelvis, ostacolista statunitense
- 10 maggio - Karmen Pedaru, modella estone
- 10 maggio - João Duarte Pereira, ex calciatore portoghese
- 10 maggio - Bernard Pierce, giocatore di football americano statunitense
- 10 maggio - Salvador Pérez, giocatore di baseball venezuelano
- 10 maggio - Kilo Kish, cantante statunitense
- 10 maggio - José Antonio Ríos, calciatore spagnolo
- 10 maggio - Eduards Višņakovs, calciatore lettone
- 10 maggio - Assad Zaman, attore britannico
- 10 maggio - Ivana Španović, lunghista serba
- 11 maggio - Daniel Buballa, calciatore tedesco
- 11 maggio - Taylor Fletcher, combinatista nordico e ex saltatore con gli sci statunitense
- 11 maggio - Florian Hart, ex calciatore austriaco
- 11 maggio - Saša Hojski, calciatore croato
- 11 maggio - Nemanja Ilić, pallamanista serbo
- 11 maggio - Pablo Lavandeira, calciatore uruguaiano
- 11 maggio - Julián Leal, pilota automobilistico colombiano
- 11 maggio - Erika Linder, modella e attrice svedese
- 11 maggio - Marcus Mepstead, schermidore britannico
- 11 maggio - Matylda Ostojska, schermitrice polacca
- 11 maggio - Santiago Prim, calciatore argentino
- 11 maggio - Fábio Szymonek, calciatore brasiliano
- 11 maggio - Dario Tadić, calciatore austriaco
- 12 maggio - Florent Amodio, ex pattinatore artistico su ghiaccio francese
- 12 maggio - Etika, youtuber statunitense († 2019)
- 12 maggio - Davide De Ceglie, nuotatore italiano
- 12 maggio - Dionicio Escalante, calciatore messicano
- 12 maggio - Meagan Ganzer, pallavolista statunitense
- 12 maggio - Anastasija Grigorjeva, lottatrice lettone
- 12 maggio - Oliver Kragl, calciatore tedesco
- 12 maggio - Melih Mahmutoğlu, cestista turco
- 12 maggio - Ibrahim Majid, calciatore kuwaitiano
- 12 maggio - Alfredo Morales, calciatore tedesco
- 12 maggio - Naldinho, ex calciatore brasiliano
- 12 maggio - Talbert Shumba, calciatore zimbabwese
- 12 maggio - Tobias Strobl, allenatore di calcio e ex calciatore tedesco
- 13 maggio - Freddie Burns, rugbista a 15 inglese
- 13 maggio - Mychal Givens, giocatore di baseball statunitense
- 13 maggio - Osas Idehen, ex calciatore nigeriano
- 13 maggio - İlkan Karaman, cestista turco († 2024)
- 13 maggio - Anthony Luciani, hockeista su ghiaccio canadese
- 13 maggio - Peter Mazan, calciatore slovacco
- 13 maggio - Charmaine McMenamin, rugbista a 15 neozelandese
- 13 maggio - Julia Molin, calciatrice svedese
- 13 maggio - Esthera Petre, ex altista rumena
- 13 maggio - Matej Radan, calciatore sloveno
- 13 maggio - Gustavo Ramírez, calciatore paraguaiano
- 13 maggio - Enni Rukajärvi, snowboarder finlandese
- 13 maggio - Susanna Sullivan, mezzofondista e maratoneta statunitense
- 13 maggio - Elica Vasileva, pallavolista bulgara
- 13 maggio - Rafael Zúñiga, calciatore honduregno
- 13 maggio - Marinaldo dos Santos Oliveira, calciatore brasiliano
- 14 maggio - Marios Antōniadīs, ex calciatore cipriota
- 14 maggio - Miguel Boriba, calciatore equatoguineano
- 14 maggio - Jurij Bušman, calciatore ucraino
- 14 maggio - Stuart Carrington, giocatore di snooker inglese
- 14 maggio - Rafael Czichos, calciatore tedesco
- 14 maggio - Tanner Hawkinson, ex giocatore di football americano statunitense
- 14 maggio - Alexander Henningsson, calciatore svedese
- 14 maggio - Don Jones, giocatore di football americano statunitense
- 14 maggio - Kim Yun-jae, pattinatore di short track sudcoreano
- 14 maggio - Klingande, disc-jockey e produttore discografico francese
- 14 maggio - Monika Martałek, pallavolista polacca
- 14 maggio - Zeke Motta, giocatore di football americano statunitense
- 14 maggio - Gediminas Orelik, cestista lituano
- 14 maggio - Alans Siņeļņikovs, calciatore lettone
- 14 maggio - Sasha Spielberg, cantante e attrice statunitense
- 14 maggio - Claude Videgla, ex calciatore togolese
- 14 maggio - Hugues Evrad Zagbayou, calciatore ivoriano
- 14 maggio - Hell Raton, rapper e produttore discografico italiano
- 15 maggio - Massimiliano Ammendola, ex calciatore italiano
- 15 maggio - Ryō Aono, ex snowboarder giapponese
- 15 maggio - Cynthia Appiah, bobbista, ex pesista e ex martellista canadese
- 15 maggio - Sophie Cookson, attrice britannica
- 15 maggio - Jordan Eberle, hockeista su ghiaccio canadese
- 15 maggio - Li Xueying, sollevatrice cinese
- 15 maggio - Joseph Mattock, calciatore inglese
- 15 maggio - Stella Maxwell, supermodella britannica
- 15 maggio - Erik Pimentel, calciatore messicano
- 15 maggio - Varien, compositore e produttore discografico statunitense
- 15 maggio - Christine Roper, canottiera canadese
- 15 maggio - Brandon Sebirumbi, ex cestista statunitense
- 15 maggio - David Simão, calciatore italiano
- 15 maggio - Michael Sollbauer, calciatore austriaco
- 16 maggio - Deniz Akdeniz, attore australiano
- 16 maggio - Thomas Brodie-Sangster, attore britannico
- 16 maggio - Amanda Carreras, tennista britannica
- 16 maggio - Maxime Chevalier, ex ciclista su strada francese
- 16 maggio - Federica Di Sarra, tennista italiana
- 16 maggio - Bjarki Már Elísson, pallamanista islandese
- 16 maggio - Enrique González Casín, calciatore spagnolo
- 16 maggio - Charley Hughlett, giocatore di football americano statunitense
- 16 maggio - Marc John Jefferies, attore e doppiatore statunitense
- 16 maggio - Omari Johnson, ex cestista giamaicano
- 16 maggio - Ognjen Kuzmić, cestista serbo
- 16 maggio - Mickaël Le Bihan, calciatore francese
- 16 maggio - Rasmus Lindkvist, calciatore svedese
- 16 maggio - Viktor Maier, calciatore kirghiso
- 16 maggio - Gizem Memiç, modella turca
- 16 maggio - Alberto Perea Correoso, calciatore spagnolo
- 16 maggio - Willie Reed, cestista statunitense
- 16 maggio - Gianfranco Terrin, attore italiano
- 16 maggio - Cecilia Zublena, rugbista a 15 italiana
- 17 maggio - Darío Benedetto, calciatore argentino
- 17 maggio - Ross Butler, attore singaporiano
- 17 maggio - Clémence Calvin, mezzofondista e maratoneta francese
- 17 maggio - Will Clyburn, cestista statunitense
- 17 maggio - Sonny Colbrelli, ex ciclista su strada italiano
- 17 maggio - Gianluca Cologna, fondista svizzero
- 17 maggio - Charlotte Crosby, personaggio televisivo inglese
- 17 maggio - Alessandro Damen, ex calciatore olandese
- 17 maggio - Fabian Giefer, calciatore tedesco
- 17 maggio - Páll Klettskarð, calciatore faroese
- 17 maggio - Ján Kuciak, giornalista slovacco († 2018)
- 17 maggio - Jure Pelko, cestista sloveno
- 17 maggio - Guido Pella, ex tennista argentino
- 17 maggio - Francesca Petrizzo, scrittrice italiana
- 17 maggio - Ladislav Prášil, pesista ceco
- 17 maggio - Leven Rambin, attrice statunitense
- 17 maggio - Shun'ya Suganuma, calciatore giapponese
- 18 maggio - Dimitri Daeseleire, allenatore di calcio e ex calciatore belga
- 18 maggio - István Fülöp, calciatore rumeno
- 18 maggio - Zoran Gajić, calciatore serbo
- 18 maggio - Mizuki Hamada, calciatore giapponese
- 18 maggio - Heo Ga-yoon, cantante sudcoreana
- 18 maggio - Luke Kleintank, attore statunitense
- 18 maggio - Federico Laurito, ex calciatore argentino
- 18 maggio - Damien Maria, calciatore seychellese
- 18 maggio - Conor McCormack, calciatore irlandese
- 18 maggio - David Mitogo, calciatore equatoguineano († 2023)
- 18 maggio - Robert Quinn, giocatore di football americano statunitense
- 18 maggio - Mattia Reginato, giocatore di baseball italiano
- 18 maggio - Mateus William Sabino Silva, calciatore brasiliano
- 18 maggio - Luca Toccalini, politico italiano
- 18 maggio - Emil Vijački, calciatore bulgaro
- 18 maggio - Yūya Ōsako, calciatore giapponese
- 19 maggio - Jermall Charlo, pugile statunitense
- 19 maggio - Jermell Charlo, pugile statunitense
- 19 maggio - Jacob Egeris, calciatore danese
- 19 maggio - Rika Hattori, ex pallavolista giapponese
- 19 maggio - Víctor Ibarbo, calciatore colombiano
- 19 maggio - John Landsteiner, giocatore di curling statunitense
- 19 maggio - Simon Moore, calciatore inglese
- 19 maggio - Thorsten Schick, calciatore austriaco
- 19 maggio - Immacolata Sirressi, pallavolista italiana
- 19 maggio - Syoko Tamura, ex pallavolista giapponese
- 19 maggio - Henrique Luvannor, calciatore brasiliano
- 20 maggio - Bernardo Vieira de Souza, calciatore brasiliano
- 20 maggio - Armonty Bryant, giocatore di football americano statunitense
- 20 maggio - Anatol Cheptine, ex calciatore moldavo
- 20 maggio - Christina Clemons, ostacolista statunitense
- 20 maggio - Thiago Fernandes, calciatore brasiliano
- 20 maggio - Melvin Johnson, ex cestista statunitense
- 20 maggio - Ju Kwang-min, calciatore nordcoreano
- 20 maggio - Miloš Kosanović, calciatore serbo
- 20 maggio - Bernardin Matam, sollevatore camerunese
- 20 maggio - Josh O'Connor, attore britannico
- 20 maggio - Elliot Parish, ex calciatore inglese
- 20 maggio - Pius Paschke, saltatore con gli sci tedesco
- 20 maggio - Freyja Prentice, pentatleta britannica
- 20 maggio - Rafael Cabral Barbosa, calciatore brasiliano
- 20 maggio - Jucimar José Teixeira, calciatore brasiliano
- 20 maggio - İzzet Türkyılmaz, cestista turco
- 20 maggio - Antonio Vacca, ex calciatore italiano
- 20 maggio - Lucas Gomes da Silva, calciatore brasiliano († 2016)
- 20 maggio - Anderson Carvalho, calciatore brasiliano
- 20 maggio - Alex dos Santos Gonçalves, calciatore brasiliano
- 21 maggio - Ricardo Adé, calciatore haitiano
- 21 maggio - Hussain Al-Hadhri, calciatore omanita
- 21 maggio - Kierre Beckles, ostacolista barbadiana
- 21 maggio - Choi In-jeong, schermitrice sudcoreana
- 21 maggio - Costanza Coen, ex cestista italiana
- 21 maggio - Tiril Eckhoff, ex biatleta norvegese
- 21 maggio - Shitaye Eshete, mezzofondista e maratoneta etiope
- 21 maggio - Sebastián Gularte, calciatore uruguaiano
- 21 maggio - Josh Hill, giocatore di football americano statunitense
- 21 maggio - Rene Krhin, ex calciatore sloveno
- 21 maggio - Scotty Leavenworth, attore statunitense
- 21 maggio - Tatiana Luter, attrice italiana
- 21 maggio - Dáýren Nurǵojın, ex giocatore di calcio a 5 kazako
- 21 maggio - Víctor Ortíz, calciatore honduregno
- 21 maggio - Hayder Shkara, taekwondoka australiano
- 21 maggio - João Pedro Pereira Silva, calciatore portoghese
- 21 maggio - Felipe Tonidandel, giocatore di calcio a 5 brasiliano
- 22 maggio - Odina Əliyeva, pallavolista uzbeka
- 22 maggio - An Byong-jun, ex calciatore nordcoreano
- 22 maggio - César Benítez, calciatore paraguaiano
- 22 maggio - Souleymane Diallo, calciatore mauritano
- 22 maggio - Alexandra Dowling, attrice britannica
- 22 maggio - Carlos Francisco, calciatore cubano
- 22 maggio - Melanie Klaffner, tennista austriaca
- 22 maggio - Malcolm Lee, ex cestista statunitense
- 22 maggio - Stefan Mitrović, calciatore serbo
- 22 maggio - Victor Öhling Norberg, sciatore freestyle svedese
- 22 maggio - Richard Ortiz, calciatore paraguaiano
- 22 maggio - Victor Penalber, judoka brasiliano
- 22 maggio - Dídac Plana, giocatore di calcio a 5 spagnolo
- 22 maggio - Mikk Reintam, ex calciatore estone
- 22 maggio - Daniel Royer, ex calciatore austriaco
- 22 maggio - Mohammed Seisay, ex giocatore di football americano statunitense
- 22 maggio - Mauro Vigorito, calciatore italiano
- 22 maggio - Daniel Zampieri, pilota automobilistico italiano
- 22 maggio - Milan Đurić, calciatore bosniaco
- 23 maggio - Raffaele Alcibiade, calciatore italiano
- 23 maggio - Hugo van den Berg, pilota motociclistico olandese
- 23 maggio - Romario Caicedo, calciatore ecuadoriano
- 23 maggio - Daniel Evans, tennista britannico
- 23 maggio - Kelly Jonker, hockeista su prato olandese
- 23 maggio - Kristína Kučová, tennista slovacca
- 23 maggio - Martín Lucero, calciatore argentino
- 23 maggio - Uroš Matić, ex calciatore serbo
- 23 maggio - Musa Mudde, calciatore ugandese
- 23 maggio - Jorge Iván Pérez, calciatore argentino
- 23 maggio - Nicolas Rossard, pallavolista francese
- 23 maggio - Ofer Verta, calciatore israeliano
- 24 maggio - Paweł Bernas, ciclista su strada e mountain biker polacco
- 24 maggio - Federico Bussolin, nuotatore italiano
- 24 maggio - Mattias Ekholm, hockeista su ghiaccio svedese
- 24 maggio - Leonie Fiebig, bobbista e ex velocista tedesca
- 24 maggio - Daniel García Carrillo, calciatore spagnolo
- 24 maggio - César García, cestista venezuelano
- 24 maggio - Bruno González, calciatore spagnolo
- 24 maggio - Aleksandr Gorbunov, cosmonauta russo
- 24 maggio - Cam Johnson, giocatore di football americano statunitense
- 24 maggio - Jarrod Jones, cestista statunitense
- 24 maggio - Joey Logano, pilota automobilistico statunitense
- 24 maggio - Dario Marinović, giocatore di calcio a 5 croato
- 24 maggio - Yūya Matsushita, cantante e attore giapponese
- 24 maggio - Félix Moati, attore francese
- 24 maggio - Dalton Pepper, cestista statunitense
- 24 maggio - Jordan Spence, ex calciatore britannico
- 24 maggio - Enrico Targa, ex rugbista a 15 italiano
- 24 maggio - Sandra Vinces, modella ecuadoriana
- 24 maggio - Juxhin Xhaja, arbitro di calcio albanese
- 25 maggio - Bo Dallas, wrestler statunitense
- 25 maggio - Molly Dunsworth, attrice canadese
- 25 maggio - Stergios Dīmopoulos, calciatore greco
- 25 maggio - Jānis Jansons, bobbista lettone
- 25 maggio - Barrett Jones, giocatore di football americano statunitense
- 25 maggio - Wiley Maple, sciatore alpino statunitense
- 25 maggio - Aleksandar Marciuš, cestista croato
- 25 maggio - Alejandra Meco, attrice e ballerina spagnola
- 25 maggio - Erin Mielzynski, ex sciatrice alpina canadese
- 25 maggio - Nemanja Milić, ex calciatore serbo
- 25 maggio - Fabrizio Pratticò, calciatore italiano
- 25 maggio - Laura Puriņa, ex cestista lettone
- 25 maggio - Tim Siekman, ex calciatore olandese
- 25 maggio - Abdul Tetteh, ex calciatore ghanese
- 25 maggio - Oumare Tounkara, ex calciatore francese
- 25 maggio - Pavel Vyhnal, ex calciatore ceco
- 26 maggio - Alexandre Bardenet, schermidore francese
- 26 maggio - Ivan Božović, calciatore serbo
- 26 maggio - Ufuk Budak, calciatore azero
- 26 maggio - Mervan Çelik, ex calciatore svedese
- 26 maggio - Dominick Drexler, ex calciatore tedesco
- 26 maggio - Eric Griffin, cestista statunitense
- 26 maggio - Robby Kelley, sciatore alpino statunitense
- 26 maggio - Zach Line, ex giocatore di football americano statunitense
- 26 maggio - Jurij Lodygin, calciatore russo
- 26 maggio - Madeleine Mantock, attrice britannica
- 26 maggio - Peter Michalovič, pallavolista slovacco
- 26 maggio - Charles Monsalvo, calciatore colombiano
- 26 maggio - Felipe Jorge Rodríguez, calciatore uruguaiano
- 26 maggio - Matthieu Rosset, tuffatore francese
- 26 maggio - Guillaume Rufin, ex tennista francese
- 26 maggio - Paul Sewald, giocatore di baseball statunitense
- 26 maggio - Guillaume Victorin, lunghista francese
- 27 maggio - Samuel Armenteros, calciatore svedese
- 27 maggio - Nacer Barazite, ex calciatore olandese
- 27 maggio - Mathieu Koss, disc jockey e produttore discografico francese
- 27 maggio - Mihajlo Cakić, calciatore serbo
- 27 maggio - Chris Colfer, attore, scrittore e cantante statunitense
- 27 maggio - Leo Deluglio, attore argentino
- 27 maggio - Victor Deniran, ex calciatore nigeriano
- 27 maggio - Julien Duval, ex pistard e ciclista su strada francese
- 27 maggio - Jonathan Eysseric, tennista francese
- 27 maggio - Gabriela Garton, calciatrice argentina
- 27 maggio - Jonas Hector, ex calciatore tedesco
- 27 maggio - Brett Kissel, cantautore canadese
- 27 maggio - Marcus Krüger, hockeista su ghiaccio svedese
- 27 maggio - Lorne MacFadyen, attore britannico
- 27 maggio - Teddy Mézague, calciatore francese
- 27 maggio - Nadine, cantante austriaca
- 27 maggio - Stanley Ohawuchi, calciatore nigeriano
- 27 maggio - Patoranking, cantante nigeriano
- 28 maggio - João Afonso, calciatore portoghese
- 28 maggio - Julio Angulo, calciatore ecuadoriano
- 28 maggio - Tobias Bogner, ex saltatore con gli sci tedesco
- 28 maggio - Jessie Daams, ex ciclista su strada e pistard belga
- 28 maggio - Yonathan Del Valle, calciatore venezuelano
- 28 maggio - Rohan Dennis, ex ciclista su strada e ex pistard australiano
- 28 maggio - Eyedress, cantante filippino
- 28 maggio - Rafael García Aguilera, giocatore di calcio a 5 spagnolo
- 28 maggio - Hamza Lahmar, calciatore tunisino
- 28 maggio - Maksym Maksymenko, calciatore ucraino
- 28 maggio - Ramiro Moyano, rugbista a 15 argentino
- 28 maggio - Jure Obšivač, calciatore croato
- 28 maggio - Elliot Ragomo, giocatore di calcio a 5 salomonese
- 28 maggio - Toshio Shimakawa, calciatore giapponese
- 28 maggio - Miloš Simonović, calciatore serbo
- 28 maggio - Sergio Tejera, calciatore spagnolo
- 28 maggio - Kyle Walker, calciatore inglese
- 28 maggio - Riquna Williams, cestista statunitense
- 28 maggio - Felipe de Oliveira Silva, ex calciatore brasiliano
- 29 maggio - Stéphane Badji, calciatore senegalese
- 29 maggio - Kevin Beugré, calciatore ivoriano
- 29 maggio - Demitrius Conger, cestista statunitense
- 29 maggio - Mariana Díaz Leal Arrillaga, calciatrice messicana
- 29 maggio - Antony Golec, ex calciatore australiano
- 29 maggio - Ladarius Green, giocatore di football americano statunitense
- 29 maggio - Ramil Guliyev, velocista azero
- 29 maggio - Michal Holý, giocatore di calcio a 5 ceco
- 29 maggio - Bence Iszlai, calciatore ungherese
- 29 maggio - Daniel Joe, calciatore papuano
- 29 maggio - Gabriel Leyes, calciatore uruguaiano
- 29 maggio - Nicolai Lorenzoni, calciatore svizzero
- 29 maggio - José Madueña, calciatore messicano
- 29 maggio - Hamza Nagga, pallavolista tunisino
- 29 maggio - Thibaut Pinot, ex ciclista su strada francese
- 29 maggio - Mário Sérgio Santos Costa, calciatore brasiliano
- 29 maggio - Oliver Sorg, allenatore di calcio e ex calciatore tedesco
- 29 maggio - Sherida Spitse, calciatrice olandese
- 29 maggio - Björn Daníel Sverrisson, calciatore islandese
- 29 maggio - Trey Thompkins, cestista statunitense
- 29 maggio - Sébastien Wüthrich, ex calciatore svizzero
- 30 maggio - Mustafa Akbaş, calciatore turco
- 30 maggio - Dejan Boljević, calciatore montenegrino
- 30 maggio - Timo Brauer, calciatore tedesco
- 30 maggio - Dean Collins, attore statunitense
- 30 maggio - Alexis Colón, pallavolista portoricano
- 30 maggio - Baldan Cyžipov, lottatore russo
- 30 maggio - Eszter Dara, ex nuotatrice ungherese
- 30 maggio - Bandzile Dlamini, principe swati
- 30 maggio - Alessandro Giannessi, ex tennista italiano
- 30 maggio - Méline Gérard, ex calciatrice francese
- 30 maggio - Han Xinyun, tennista cinese
- 30 maggio - Im Yoon-a, cantante e attrice sudcoreana
- 30 maggio - Sophie Kleeberg, ex pesista tedesca
- 30 maggio - Lee Dae-seong, cestista sudcoreano
- 30 maggio - Mason Lee, attore statunitense
- 30 maggio - Rafael Longuine, calciatore brasiliano
- 30 maggio - Matías Nocedal, ex cestista argentino
- 30 maggio - Pak Sung-hyok, calciatore nordcoreano
- 30 maggio - Maurice Stuckey, cestista tedesco
- 30 maggio - Josef Šural, calciatore ceco († 2019)
- 30 maggio - Trần Văn Vũ, ex giocatore di calcio a 5 vietnamita
- 30 maggio - Zack Wheeler, giocatore di baseball statunitense
- 31 maggio - Paul Biligha, cestista italiano
- 31 maggio - Carlot-ta, cantautrice e pianista italiana
- 31 maggio - Montez Ford, wrestler statunitense
- 31 maggio - Glenn Foster, giocatore di football americano statunitense († 2021)
- 31 maggio - Giuliano, calciatore brasiliano
- 31 maggio - Jin Hanato, ex calciatore giapponese
- 31 maggio - Erik Karlsson, hockeista su ghiaccio svedese
- 31 maggio - Amelie Lens, disc jockey, imprenditrice e modella belga
- 31 maggio - Pape Paye, ex calciatore francese
- 31 maggio - Vitalij Ponomar, ex calciatore ucraino
- 31 maggio - Phillipa Soo, attrice e cantante statunitense
- 31 maggio - Kwame Vaughn, cestista statunitense
- 31 maggio - Linda Välimäki, hockeista su ghiaccio finlandese
- 31 maggio - Yara van Kerkhof, pattinatrice di short track olandese